# Le Brusquet
Le Brusquet är en kommun i departementet Alpes-de-Haute-Provence i regionen Provence-Alpes-Cote d'Azur i sydöstra Frankrike. Kommunen ligger  i kantonen La Javie som ligger i arrondissementet Digne-les-Bains. År 2022 hade Le Brusquet 967 invånare.

## Befolkningsutveckling
Antalet invånare i kommunen Le Brusquet
Referens: INSEE